# Masters Tournament 2013

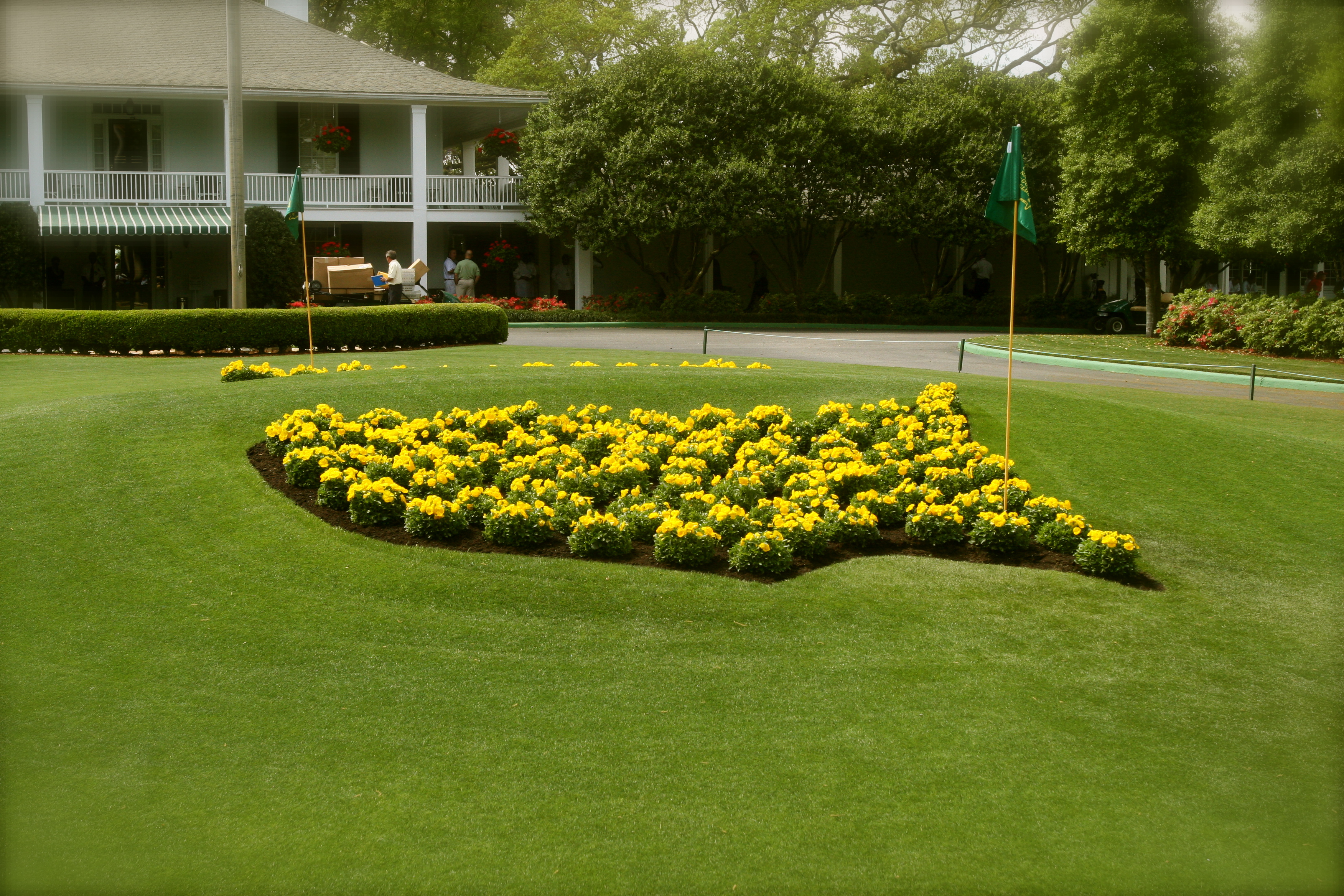
Het logo van de club in bloemen uitgebeeld

Editie 2013 van het golftoernooi Masters Tournament werd op Augusta gespeeld van 8 tot en met 14 april. Titelverdediger was de Amerikaan Bubba Watson.

## Verslag
De baan heeft een par van 72. Er deden dit jaar 93 spelers mee, de buitenlanders waren verdeeld over twintig nationaliteiten. De grootste groep kwam uit Zuid-Afrika (acht genodigden).

### Ronde 1
Het toernooi had drie honoraire starters, Jack Nicklaus, Arnold Palmer en Gary Player. Hun namen en leeftijden (resp. 73, 83 en 77) stonden op de eerste tee vermeld. Arnold Palmer mocht een bal afslaan om het toernooi te openen.
David Lynn begon met een ronde van 68 en werd clubhouse leader, maar twee uren later stond Marc Leishman aan de leiding. De middagronde moest nog beginnen. Sergio García had met -4 de beste score over de eerste negen holes en eindigde ook op 66. Voor Dustin Johnson was dit de 13de ronde op de Masters en zijn beste score tot dusverre.

### Ronde 2
Donderdag maakten 33 spelers een score onder par, vrijdag slechts 22. De beste score was de -4 van Jason Day. De 54-jarige Fred Couples, die de Masters al dertig keer gespeeld heeft en tegenwoordig op de Champions Tour speelt, liet zien dat hij zich goed staande kan houden in een spelersveld met veel jongere spelers en kwam aan de leiding naast Leishman. Jason Day stond toen ook op -5 maar moest nog drie holes spelen. Op hole 16 maakte hij een birdie en werd hij de nieuwe leider. Ángel Cabrera, Jim Furyk en Brandt Snedeker eindigden op de vierde plaats.
Tiger Woods heeft na het tekenen van zijn scorekaart twee strafslagen gekregen voor een verkeerde drop op hole 15, een par 5. Hij sloeg zijn derde slag op de green, maar de bal rolde het water in. Hij bracht een nieuwe bal in het spel door er eentje te droppen in de buurt van zijn derde slag, sloeg hem op de green en maakte zijn put. Inclusief de later gekregen strafslagen maakte hij een 8. De bal bleek op de verkeerde plek gedropt te zijn.
De jonge Guan is de enige amateur die de cut heeft gehaald, hij krijgt dus in ieder geval als beste-amateur de zilveren trofee.

### Ronde 3
Brandt Snedeker en Ángel Cabrera, die de Masters in 2009 won, speelden samen en begonnen samen op de vierde plaats, Ze maakten ieder een ronde van 69 en eindigden daarna samen aan de leiding. Leishman slaagde er niet in onder par te spelen en Jason Day speelde boven par. De beste score van ronde 3 was een -5 van Tim Clark die daarmee in de top-10 eindigde.

### Ronde 4

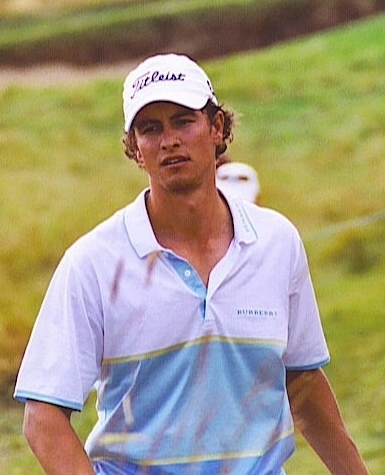
Adam Scott

Nadat Jason Day begonnen was met een eagle en een birdie, stond hij drie holes lang met -8 aan de leiding met Ángel Cabrera. Day maakte daarna echter nog 4 bogeys en 3 birdies en eindigde op de derde plaats. Cabrera maakte ook nog drie birdies maar daar stonden slechts 2 bogeys tegenover. Zijn laatste birdie viel op hole 18 en daardoor kwam hij in de play-off met Adam Scott, die in de partij voor hem ook met een birdie was geëindigd. 
De play-off werd alleen op hole 10 gespeeld. De eerste keer maakten beide spelers een par, de tweede keer won Scott met een birdie.

## Prijzen
Na de Masters worden allerlei prijzen uitgereikt:
- Adam Scott kreeg als winnaar een zilveren replica van de trofee en $ 1.440.000
- Ángel Cabrera kreeg een zilveren prijs en $ 864.000
- Een kristallen vaas wordt uitgereikt aan de laagste dagscore: Mark Leishman en Sergio García (66), Jason Day (68), Tim Clark (67) en Davis Toms
- Twee kristallen tumblers worden uitgereikt voor iedere eagle, ook als de speler de cut niet haalde. In 2013 waren dat 34 eagles van 27 spelers. Ernie Els en Robert Garrigus maakten ieder drie eagles, Matteo Manassero, Rickie Fowler en Michael Thompson ieder twee.
- Tianlang Guan kreeg als beste amateur een zilveren trofee.

| Professional      | Score R1 | Score R1 | Nr  | Score R2 | Score R2 | Totaal | Nr  | Score R3 | Score R3 | Totaal | Nr  | Score R4 | Score R4 | Totaal | Nr  |
| ----------------- | -------- | -------- | --- | -------- | -------- | ------ | --- | -------- | -------- | ------ | --- | -------- | -------- | ------ | --- |
| Adam Scott po     | 69       | -3       | T7  | 72       | par      | -3     | T7  | 69       | -3       | -6     | 3   | 69       | -3       | -9     | 1   |
| Ángel Cabrera     | 71       | -1       | T17 | 69       | -3       | -4     | T4  | 69       | -3       | -7     | T1  | 70       | -2       | -9     | 2   |
| Jason Day         | 70       | -2       | T13 | 68       | -4       | -6     | T1  | 73       | +1       | -5     | T4  | 70       | -2       | -7     | 3   |
| Marc Leishman     | 66       | -6       | T1  | 73       | +1       | -5     | T2  | 72       | par      | -5     | T4  | 72       | par      | -5     | T4  |
| Tiger Woods       | 70       | -2       | T13 | 73       | +1       | -1     | T20 | 70       | -2       | -3     | T7  | 70       | -2       | -5     | T4  |
| Brandt Snedeker   | 70       | -2       | T13 | 70       | -2       | -4     | T4  | 69       | -3       | -7     | T1  | 75       | +3       | -4     | T6  |
| Matt Kuchar       | 68       | -4       | T4  | 75       | +3       | -1     | T20 | 69       | -3       | -4     | 6   | 73       | +1       | -3     | T8  |
| Sergio García     | 66       | -6       | T1  | 76       | +4       | -2     | T14 | 73       | +1       | -1     | T15 | 70       | -2       | -3     | T8  |
| Tim Clark         | 70       | -2       | T13 | 76       | +4       | +2     | T41 | 67       | -5       | -3     | T7  | 73       | +1       | -2     | T11 |
| Fred Couples      | 68       | -4       | T4  | 71       | -1       | -5     | T2  | 77       | +5       | par    | T18 | 71       | -1       | -1     | T13 |
| Dustin Johnson    | 67       | -5       | 3   | 76       | +4       | -1     | T20 | 74       | +2       | +1     | T23 | 70       | -2       | -1     | T13 |
| David Lynn        | 68       | -4       | T4  | 73       | +1       | -3     | T7  | 80       | +8       | +5     | T44 | 72       | par      | +5     | T46 |
| Nicolas Colsaerts | 74       | +2       | T56 | 77       | +5       | +7     | MC  | MC       | MC       | MC     | MC  | MC       | MC       | MC     | MC  |
| Amateur           | Score R1 | Score R1 | Nr  | Score R2 | Score R2 | Totaal | Nr  | Score R3 | Score R3 | Totaal | Nr  | Score R4 | Score R4 | Totaal | -   |
| Tianlang Guan     | 73       | +1       | T39 | 75       | +3       | +4     | T48 | 77       | +5       | +9     | 59  | 75       | +3       | +12    | 58  |

| Leider |  | Toernooirecord |  | MC = missed cut = cut gemist |  | DQ = disqualified |

## Spelers
Er doen 19 voormalige winnaars mee, die het toernooi samen 28 keer gewonnen hebben. Tiger Woods is de enige deelnemer die het toernooi vier keer won. De eerste keer was hij 21 jaar en 3 maanden en 14 dagen, de jongste winnaar ooit.
Hoewel de meeste spelers zich volgens vastgestelde regels voor dit toernooi kwalificeren, is het gebruikelijk om te zeggen dat zij uitgenodigd worden. Marcel Siem, die na het winnen van de Hassan II Trofee hoopte in de top-50 van de wereldranglijst te komen en de Masters te kunnen spelen, had pech, hij werd nummer 51. D A Points won het Houston Open, hij werd nummer 56 en kreeg een invitatie.
De jongste speler is de 14-jarige Tianlang Huan, die in 2012 het Asia-Pacific Amateurkampioenschap won. Hij speelde maandag een oefenronde met Ben Crenshaw, dinsdag een oefenronde met Tom Watson en woensdag de par-3 contest met Nick Faldo. Hij is twee jaar jonger dan Matteo Manassero was, toen die als jongste speler ooit aan de Masters meedeed. Ze zijn voor ronde 1 samen ingedeeld met Crenshaw.
| - Thomas Bjørn - Keegan Bradley - Ángel Cabrera (2009) - K.J. Choi - Stewart Cink - Tim Clark - Darren Clarke - George Coetzee # - Nicolas Colsaerts # - Fred Couples (1992) - Ben Crenshaw 42 (1984, 1995) - Ben Curtis - Jason Day - Luke Donald - Jamie Donaldson # - Jason Dufner - Ernie Els - Gonzalo Fz-Castaño - Rickie Fowler - Hiroyuki Fujita - Jim Furyk - Sergio García - Robert Garrigus - Brian Gay | - Lucas Glover - Branden Grace # - Bill Haas - Peter Hanson - Pádraig Harrington - Russell Henley # - John Huh # - Trevor Immelman (2008) - Fredrik Jacobson - Dustin Johnson 3 - Zach Johnson(2007) - Martin Kaymer - Matt Kuchar - Bernhard Langer 30 (1985, 1993) - Paul Lawrie - Marc Leishman - Sandy Lyle (1988) - David Lynn # - Hunter Mahan - Matteo Manassero 2 - Graeme McDowell - Rory McIlroy - John Merrick - Phil Mickelson 21 (2004, 2006, 2010) | - Larry Mize 30 (1987) - Francesco Molinari - Ryan Moore - Kevin Na - Mark O'Meara (1998) - José María Olazábal (1994, 1999) - Thorbjørn Olesen # - Louis Oosthuizen - John Peterson # - Carl Pettersson - Scott Piercy # - Ted Potter Jr # - Ian Poulter 9 - Justin Rose - Charl Schwartzel (2011) - Adam Scott - John Senden - Webb Simpson - Vijay Singh (2000) - Brandt Snedeker - Craig Stadler 37 (1982) - Henrik Stenson - Richard Sterne - Steve Stricker | - Michael Thompson - David Toms - Bo Van Pelt - Nick Watney - Bubba Watson (2012) - Tom Watson 40 (1977, 1981) - Mike Weir (2003) - Lee Westwood - Tiger Woods (1997, 2001, 2002, 2005) - Ian Woosnam 25 (1991) - Y.E. Yang Invitaties - Ryo Ishikawa - Martin Laird # - D A Points - Thaworn Wiratchant # Amateurs - Alan Dunbar #, winnaar Brits Amateur - Steven Fox #, winnaar US Amateur - Tianlang Guan #, winnaar Asian-Pacific Amateur - Nathan Smith 4, winnaar Mid-Amateur - T.J. Vogel #, winnaar Public Links - Michael Weaver #, finalist US Amateur |

# = eerste deelname
4 = 4e deelname
Alan Dunbar heeft aangekondigd dat hij direct na de Masters professional zal worden. Steven Foc zal nog een paar maanden wachten tot hij afgestudeerd is.
De 34-jarige amateur Nathan Smith heeft in 2004 de eerste twee rondes met Arnold Palmer gespeeld, die dat als zijn laatste toernooi had aangekondigd. Inmiddels heeft hij nog twee keer de Masters gespeeld. Steeds kwalificeerde hij zich door het Mid-Amateur te winnen. Dit jaar gebeurde dat opnieuw en weer heeft hij zijn vader als caddie meegenomen. Hij hoopte ditmaal de cut te halen, maar zijn eerste ronde was 77.
1934 ·
1935 ·
1936 ·
1937 ·
1938 ·
1939 ·
1940 ·
1941 ·
1942 ·
1943 ·
1944 ·
1945 ·
1946 ·
1947 ·
1948 ·
1949 ·
1950 ·
1951 ·
1952 ·
1953 ·
1954 ·
1955 ·
1956 ·
1957 ·
1958 ·
1959 ·
1960 ·
1961 ·
1962 ·
1963 ·
1964 ·
1965 ·
1966 ·
1967 ·
1968 ·
1969 ·
1970 ·
1971 ·
1972 ·
1973 ·
1974 ·
1975 ·
1976 ·
1977 ·
1978 ·
1979 ·
1980 ·
1981 ·
1982 ·
1983 ·
1984 ·
1985 ·
1986 ·
1987 ·
1988 ·
1989 ·
1990 ·
1991 ·
1992 ·
1993 ·
1994 ·
1995 ·
1996 ·
1997 ·
1998 ·
1999 ·
2000 ·
2001 ·
2002 ·
2003 ·
2004 ·
2005 ·
2006 ·
2007 ·
2008 ·
2009 ·
2010 ·
2011 ·
2012 ·
2013 ·
2014 ·
2015 ·
2016 ·
2017 ·
2018 ·
2019 ·
2020